# El Diario Vasco
El Diario Vasco es un periódico español editado en la ciudad de San Sebastián, en Guipúzcoa. Fundado en 1934, en la actualidad está integrado en el grupo Vocento.

## Historia
Fue fundado el 27 de noviembre de 1934 por la Sociedad Vascongada de Publicaciones constituida por Román Lizarriturry Martínez, conde de Vastameroli, Federico Oliván Bago y Joaquín Churruca Calbetón, siendo su primer director Pedro Pujol Martínez.Inicialmente el periódico se alineó como medio conservador y defensor del régimen foral y el Concierto Económico. 
El periódico situó su redacción e imprenta en la donostiarra calle Garibay, 34, tras la compra de las instalaciones a El Pueblo Vasco de San Sebastián, vinculado al periódico del mismo nombre de Bilbao.
Su primer número, del 27 de noviembre de 1934 y al precio de 10 céntimos de peseta, incluye un artículo de Ramiro de Maeztu. La presencia de firmas destacadas, como también las de Wenceslao Fernández Flórez o José María Salaverría, caracterizará la primera etapa de El Diario Vasco, junto a su atención a los temas locales.
Tras el golpe de Estado del 18 de julio de 1936 que dio lugar a la Guerra Civil, San Sebastián vivió una situación de confusión. El gobernador civil cerró y se incautó de El Diario Vasco y La Constancia, que se habían posicionado a favor de los sublevados. Su imprenta fue usada hasta el 11 de septiembre de 1936 para la edición de un periódico de la guerra, Frente Popular.
Con la toma de San Sebastián por las tropas franquistas, El Diario Vasco volvió a ser editado. 
Franquismo
Durante la dictadura franquista coexistió en San Sebastián con otros diarios, La Voz de España y Unidad, ambos editados por la cadena de prensa del ‘Movimiento’. El Diario Vasco será la única cabecera en Guipúzcoa no dependiente directamente del régimen, si bien controlada por el mismo, como todos los medios informativos. En la primera etapa del franquismo, la férrea censura y las consignas marcan el día a día del periódico, al igual que la escasez de papel.
Con todo, poco a poco asoman ámbitos en los que se permite ejercer cierta crítica: la actualidad cultural y deportiva, y la gestión municipal. Los lectores cuentan pronto con una sección clásica del periódico, ‘Sirimiri’, leen los reportajes ciudadanos de Alfredo R. Antigüedad, los ‘Ecos de Sociedad’ de Ángel Azcona, las crónicas deportivas de Iturrioz y las críticas de espectáculos de Teodoro Goñi de Ayala. La redacción y los talleres, con sus linotipias, se trasladan al número 9 de la calle Miracruz, en el donostiarra barrio de Gros.
En 1949, con José Berruezo como director y el conde de Vastameroli como presidente del Consejo de Administración de la Sociedad Vascongada de Publicaciones S.A., la empresa editora de ABC vende las acciones que poseía a Bilbao Editorial S.A., propietaria de El Correo Español-El Pueblo Vasco. El cambio permite que la familia Ybarra entre en el consejo y abre una larga vinculación de El Diario Vasco con lo que más adelante será el Grupo Correo y, en la actualidad, Vocento. 
Desde 1956, el humanista donostiarra Carlos Santamaría escribe todos los domingos en El Diario Vasco una serie de artículos bajo el encabezamiento de ‘Aspectos’, en los que aborda desde la moderación temas y puntos de vista ajenos a la ideología imperante. Será un signo de cierta apertura, en una etapa en la que el periódico tendrá al frente a la persona que más tiempo ha ejercido como su director, Juan Mari Peña Ibáñez. Pese a la intensa competencia, El Diario Vasco no conseguirá en este período superar en lectores a La Voz de España.
En abril de 1969 comienza a publicarse en El Correo Español-El Pueblo Vasco y El Diario Vasco ‘Don Celes’, la viñeta del bilbaíno Luis del Olmo, la más longeva de la prensa española, que no faltaría a su cita diaria hasta su fallecimiento en 2021.
Democracia
Tras la muerte del dictador Francisco Franco, El Diario Vasco emprende una etapa de modernización. En 1977 se traslada desde su antigua sede de Miracruz a un edificio de nueva planta en el barrio de Ibaeta. Los redactores seguirán usando máquina de escribir durante siete años más pero en los talleres ya no hay plomo sino una rotativa offset, modelo Rockwell Goss, que da velocidad a la tirada. Las páginas cambian al formato tabloide.

El periódico vivirá el relevo en la dirección de Juan María Peña por Miguel Larrea Zabalegui, que había dirigido La Voz de España. Con él, el periódico acentuará su profesionalidad y su vocación de servicio a los lectores guipuzcoanos, mientras se sitúa como un medio que acoge opiniones plurales.

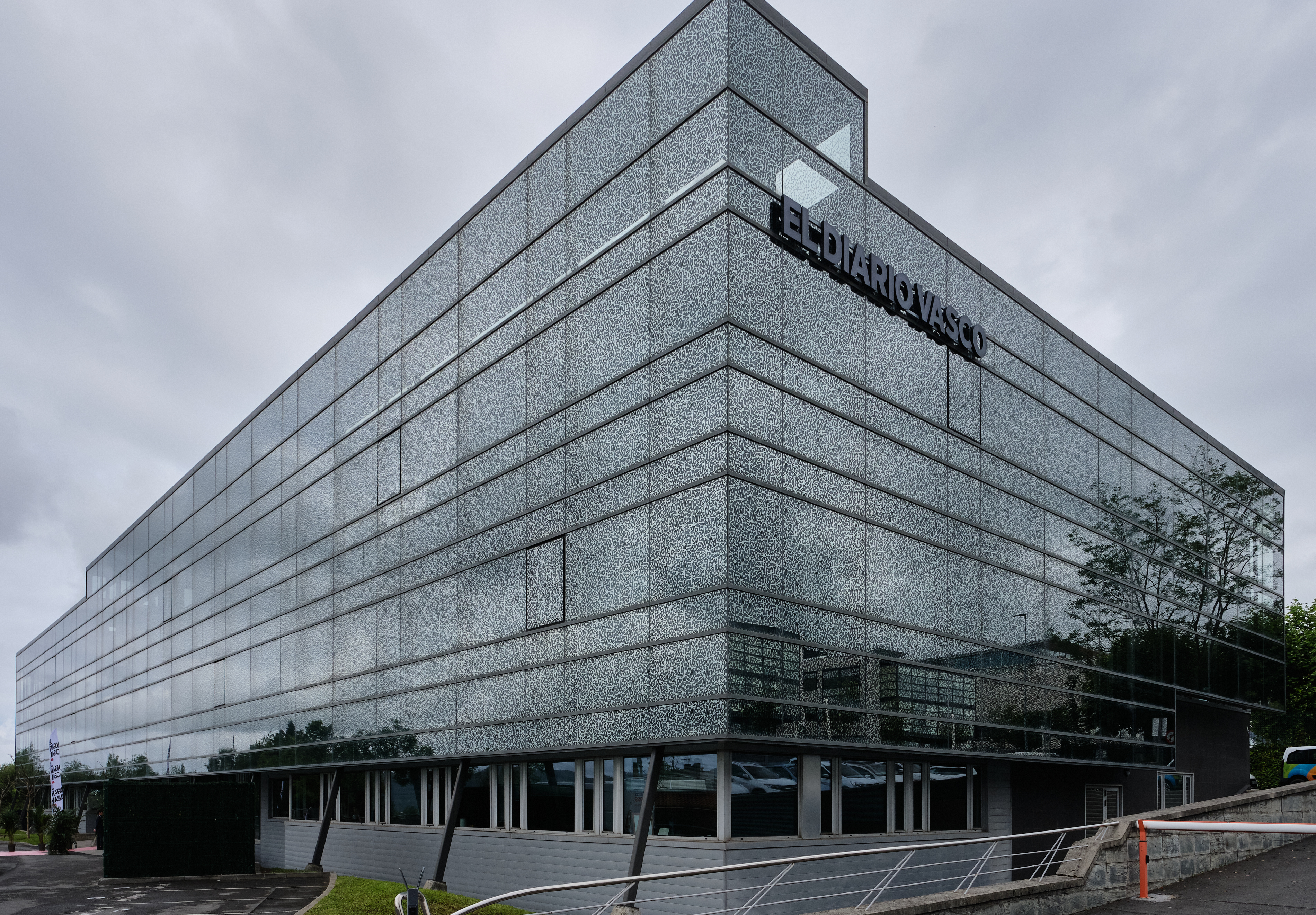
Redacción y oficinas de El Diario Vasco en Mikeletegi Pasealekua, 1 - Donostia - San Sebastián

La desaparición de las cabeceras de la antigua prensa del ‘Movimiento’, incluida su competidora La Voz de España, facilitará que El Diario Vasco alcance una posición de liderazgo en Guipúzcoa, que ya no perderá.
Miguel Larrea ficha a Miguel Vidaurre, quien había sido redactor en La Voz de España y ejercerá durante muchos años como popular cronista social con la sección ‘La ciudad y sus gentes’. También había escrito en La Voz el escritor Santiago Aizarna, que en El Diario Vasco será el crítico de cine y teatro (y posteriormente, de literatura).
Otra firma destacada en estos años es la de Luis de Andía (seudónimo de José Acosta). Redactor jefe de la sección de Deportes, sus minuciosas crónicas sobre la actualidad de la Real Sociedad eran referencia. Hay quien conserva el artículo que escribió en 1981 cuando el equipo de fútbol guipuzcoano ganó su primera Liga en Gijón, con el título de ‘El sueño eterno ya es realidad’.      
La Transición es una etapa expansiva pero también muy complicada para el rotativo. En junio de 1977, la banda terrorista ETA secuestra y asesina a Javier de Ybarra y Bergé, presidente de los consejos de administración de El Diario Vasco y de El Correo Español-El Pueblo Vasco. El terrorismo formará parte del día a día de los ciudadanos vascos, y también del periódico.   
En los años 80, DV amplía sus contenidos con dos suplementos semanales de producción propia. Desde junio de 1984, ‘DVórame’ es el primer suplemento de ocio dirigido al público joven de la prensa española. En septiembre de 1986 nace ‘Zabalik’, cuadernillo íntegramente redactado en euskera.   
En noviembre de 1989 se inaugura una nueva rotativa, Visa Rockwell, para cuya instalación es preciso construir un edificio anexo en la sede de Ibaeta. Su rapidez de impresión permite acelerar la tirada y ampliar las ediciones comarcales. También hará posible la paulatina introducción del color en las páginas.   
La información local y de la comunidad autónoma del País Vasco, y la deportiva, sigue siendo el punto más fuerte de El Diario Vasco, que se complementa con las noticias, crónicas y colaboraciones de ámbito nacional e internacional que facilitan la agencia Colpisa y el Grupo Correo, que se expandirá a lo largo de los años 80 y en 2002 se transformará en el grupo multimedia Vocento.
En el Siglo XXI
El 24 de mayo de 2001, la campaña de amenazas e intimidación que El Diario Vasco y otros medios de comunicación llevan tiempo sufriendo por su oposición al terrorismo da un paso terrible: el director financiero del diario, Santiago Oleaga Elejabarrieta, fue asesinado en San Sebastián por dos miembros de la organización terrorista ETA.‘Santi, no te olvidamos’, tituló el periódico su primera página al día siguiente, mientras el equipo dirigido por José Gabriel Mujika hacía equilibrios para contener la emoción, cubrir la noticia y acudir a las concentraciones de condena que respondieron al atentado. La línea editorial se mantendrá firme contra el terrorismo, pese a que los escoltas formasen parte del paisaje cotidiano del periódico.
La renovación tecnológica da nuevos pasos. Una fuerte inversión permite que a lo largo de 2001 se instalen dos nuevas rotativas, KBA modelo Comet. El rediseño en la tipografía y estructura del periódico abordado en 2002 introducirá un cambio significativo: El Diario Vasco deja de dedicar sus primeras páginas a la actualidad política vasca y ofrece en su lugar la sección ‘Al Día’, que refleja diversos aspectos de la sociedad guipuzcoana. A partir de otra remodelación del periódico en noviembre de 2009, todas sus páginas se imprimirán en color.
El siglo XXI vivirá el crecimiento de diariovasco.com, la versión digital del periódico. En 1995, El Diario Vasco había sido el primer medio de comunicación vasco en dar el salto a internet, inicialmente mediante una edición semanal en la web. 
En muy pocos años, diariovasco.com dejará de ser una mera adaptación digital de la edición en papel y multiplicará sus contenidos y formatos, al tiempo que crecen sus lectores. 
Con David Taberna como nuevo director desde septiembre de 2020, el periódico decano de la prensa guipuzcoana cambia su modelo organizativo para poder dar un salto cualitativo y cuantitativo en la oferta digital del periódico y en la apuesta por convertirse en un medio transmedia con el objetivo de comunicar sus contenidos a través de todas las plataformas, soportes y canales disponibles. El periódico amplía su oferta de contenidos, reforzando el periodismo independiente y de calidad, con el desarrollo de nuevos formatos como pódcast, el impulso de su oferta en las redes sociales, el desarrollo del área audiovisual y la creciente apuesta en la web por las nuevas narrativas que permitan explicar los contenidos informativos de la manera más atractiva posible. Con el objetivo de profundizar en ese camino y en la diversificación de sus contenidos para incrementar el número de suscriptores de pago, El Diario Vasco deja en mayo de 2022 sus históricas instalaciones en Ibaeta y se traslada al parque tecnológico de Miramón. “Un pequeño paso geográfico pero un gran salto profesional y emocional para quienes hacemos El Diario Vasco”, escribió el periódico en la inauguración de la nueva sede. Las instalaciones incluyen un espacio de referencia, bautizado como ‘DVGunea’ y con aforo para cerca de 300 personas, donde el periódico celebra encuentros, debates y presentaciones de todo tipo con el ánimo de convertirse en una plaza de encuentro y reflexión de Guipúzcoa. 
Con más de 15.000 suscriptores, la audiencia media diaria de su página web es de 238.379 usuarios, con 42.999.410 páginas vistas al mes, siendo líder digital en el territorio histórico de Guipúzcoa.
En 2024, DV celebra su 90 aniversario con la campaña ’90 urte zurekin’. Cada domingo, en su última página, toma el pulso a cada una de las 88 localidades existentes en Guipúzcoa, teniendo como anfitrión a un lector del periódico.

## Directores
- Pedro Pujol Martínez (1934-1935)
- Ramón Sierra Bustamante (1935-1938)
- Manuel Aznar Zubigaray (1938-1939)
- Antonio Olascoaga Amann (1939-1942)
- José Berruezo Ramírez (1942-1950)
- Ramón Sierra Bustamante (1950-1952)
- Juan María Peña Ibáñez (1952-1979)
- Miguel Larrea Zabalegui (1979-1989)
- Salvador Pérez-Puig y Sanchís (1991-1995)
- José Gabriel Mujika Migueliz (1995-2020)
- David Taberna Vicente (desde 2020)

## Implicación en la vida guipuzcoana
El Diario Vasco tiene a gala contar con una tupida red de corresponsales en todas las comarcas de Guipúzcoa y delegaciones en Irún, Éibar, Mondragón y Tolosa. En la actualidad, el periódico imprime cada día diez ediciones con páginas locales diferenciadas: San Sebastián, Oarsoaldea, Bidasoa, Buruntzaldea, Tolosa-Goterri, Alto Deva, Bajo Deva, Alto Urola y Costa Urola, más una primera edición general.
La redacción sigue el ritmo de la vida guipuzcoana y realiza grandes despliegues informativos en forma de suplementos y coberturas especiales en momentos determinados, ya sean marcados por el calendario (como el Festival Internacional de Cine de San Sebastián, la carrera Behobia-San Sebastián o la Semana Grande donostiarra) o en ocasiones señaladas (los triunfos de la Real Sociedad o el centenario de Eduardo Chillida, por ejemplo).  
Desde 1979 y durante años, se vio la conveniencia de implicarse directamente en la realización de acontecimientos del deporte, como la Vuelta Ciclista al País Vasco, la Clásica San Sebastián y las 6 de horas de Euskadi, mediante ‘Organizaciones Deportivas El Diario Vasco’. Parte de esa tradición se mantiene en Eventos DV y la participación en la organización del congreso anual San Sebastián Gastronomika. 
En la actualidad, El Diario Vasco es patrocinador del Festival Internacional de Cine de San Sebastián, la Quincena Musical donostiarra y el Certamen Coral de Tolosa, colaborador en el Jazzaldia y las Jornadas de Teatro de Éibar, y patrono de San Telmo Museoa. En el ámbito deportivo, colabora en la carrera Behobia-San Sebastián o el Cross Internacional de San Sebastián.